# Церква Зіслання Святого Духа (Теребовля)
Церква Зіслання Святого Духа в Теребовлі — парафія і храм греко-католицької громади Теребовлянського деканату Тернопільсько-Зборівської архієпархії Української греко-католицької церкви в місті Теребовля Тернопільського району Тернопільської области.

## Історія церкви
Історія парафії розпочалася у серпні 1990 року, коли жителі мікрорайону встановили та освятили фігуру Матері Божої. У 2001 році було обрано церковну раду, і міська рада передала громаді приміщення старої школи. Тут 12 серпня 2001 року відслужили першу Святу Літургію.
У 2002 році міська рада виділила земельну ділянку для будівництва храму Зіслання Святого Духа. Проєкт розробила архітектор Наталія Дашок. 20 травня 2004 року владика Михаїл Сабрига освятив хрест і місце під новий храм. Будівництво церкви завершили восени 2009 року. Проєкт дзвіниці, канцелярії та каплиці безкоштовно виготовив архітектор Сергій Яременюк.
Іконостас, розроблений Миколою Шевчуком, виготовив та розписав Олег Мамедов. 8 листопада 2011 року владика Василій Семенюк освятив храм, престол, іконостас, дзвіницю та каплицю. На Різдво Христове 2011 року владика Василій Семенюк також відвідав парафію з візитацією та висловив подяку всім, хто сприяв будівництву, зокрема: Василю Попку, Сергію Поперечному, Йосипу Штогрину, Степану Никерую та іншим.
При парафії діють такі спільноти:
- Братства: Матері Божої Неустанної Помочі та «Апостольство молитви».
- Спільнота «Вервиця за єдність Церкви».
- Марійська дружина.

## Парохи
- о. Степан Манорик (1993—2011, сотрудник; з 8 листопада 2011, адміністратор).